# Polyrhachis ops
Polyrhachis ops é uma espécie de formiga do gênero Polyrhachis, pertencente à subfamília Formicinae.